# Comuna de Warnice
Warnice (polaco: Gmina Warnice) é uma gminy (comuna) na Polónia, na voivodia de Pomerânia Ocidental e no condado de Pyrzycki.
De acordo com os censos de 2005, a comuna tem 3.603 habitantes, com uma densidade 42,0 hab/km².

## Área
Estende-se por uma área de 85,86 km².

## Demografia
Dados de 30 de Junho 2004:
|                      | Total   | Total | Mulheres | Mulheres | Homens  | Homens |
| -------------------- | ------- | ----- | -------- | -------- | ------- | ------ |
|                      | pessoas | %     | pessoas  | %        | pessoas | %      |
| População            | 3603    | 100   | 1775     | 49,3     | 1828    | 50,7   |
| Densidade (pop./km²) | 42      | 100   | 20,7     | 20,7     | 21,3    | 21,3   |

De acordo com dados de 2002, o rendimento médio per capita ascendia a 1510,3 zł.